# Promitobates viridigranulatus
Promitobates viridigranulatus is een hooiwagen uit de familie Gonyleptidae.